# Bekenbach
Der Bekenbach ist ein ca. 3 Kilometer langer Bach in Bönningstedt und Hasloh im schleswig-holsteinischen Kreis Pinneberg. Er ist ein Nebenfluss der Bek.
Er beginnt östlich der B4 in Hasloh. Nachdem er ebendiese unterflossen hat, durchfließt er einen kleinen Teich, unterfließt den Wulfsmühlenweg und mündet dann in die Bek.